# Wiersze pół-perskie
Wiersze pół-perskie – rękopiśmienny tomik poezji Czesława Miłosza podarowany w styczniu 1945 r. Jerzemu Turowiczowi, przyszłemu redaktorowi naczelnemu „Tygodnika Powszechnego”.
Wiersze powstały w Goszycach pod Krakowem, we dworze Zofii Gąsiorowskiej, matki Anny Gąsiorowskiej – żony Turowicza, w którym Miłoszowie zamieszkali w końcu października 1944 r. Według noty Miłosza książeczka została opublikowana 10 stycznia 1945 r. w jednym egzemplarzu, przeznaczonym dla „pana Jerzego Turowicza, członka Bratniej Pomocy Słoniów [!] Europejskich”.  Zbiorek opatrzony jest dedykacją Panu J.T.:
Przyjmij zabawy płoche próżniaczego pióra / I lwa śpiącego nie bierz wzgardliwie za kota. / Nim się lepsza poety odsłoni natura / Wystarczy jeśli powiesz: to dobra robota.
Tomik zawiera dziesięć wierszy: Perła, Gwiazda, Świat, Skarga dam minionego czasu, Los, Pożegnanie, Morał, Na dobrą noc, Przyrodzie - pogróżka, Życzenie. Trzy pierwsze połączył później poeta w całość zatytułowaną Rozmowa płocha, publikując w tomie Król Popiel i inne wiersze (1962). Trzy następne oraz wiersz Życzenie znalazły się w zbiorze Ocalenie (tytuł Pożegnanie został zmieniony na Ucieczkę). 
Reprint odnalezionej w archiwum Turowicza 11-kartkowej, ręcznie napisanej, z malowanymi pędzelkiem inicjałami książeczki opublikowało Wydawnictwo Znak w 2001 r. w 90. rocznicę urodzin pisarza.